# Elke Weckeiser
Elke Weckeiser (née le 31 octobre 1945 et décédée le 18 février 1968 à Berlin) est une victime du mur de Berlin. Tentant de fuir la République démocratique allemande avec son mari Dieter Weckeiser, elle a été abattue par des membres des troupes frontalières.

## Biographie
Après l'école primaire, elle a été apprentie dans une profession textile puis a travaillé comme assistante de cuisine dans une cantine d'entreprise à Fürstenwalde. En 1966, à l'âge de 20 ans, elle a rencontré son futur mari, qui avait trois enfants d'un mariage précédent. 
Le 18 février 1968, elle et son mari ont tenté de franchir la frontière pour se rendre à Berlin-Ouest. L'emplacement choisi à Berlin-Mitte au bord de la Sprée en face du bâtiment du Reichstag, était étroitement surveillé et équipé de divers systèmes de surveillance. De plus, le couple aurait dû nager dans une eau dont la température avoisinait zéro degré. Vers 23 h 00, le couple est passé à travers une clôture en fil de fer barbelé et a remarqué des gardes-frontières sur une tour de guet à proximité. Sans avertissement, les soldats ont immédiatement ouvert le feu. Sur les 17 coups de feu tirés, deux ont atteint Elke à la poitrine et sur la cuisse. Son mari, Dieter, a reçu une balle dans la tête. Tous deux ont été emmenés à l'hôpital de la police populaire. Elke Weckeiser y est décédée dans la nuit et son mari le lendemain. 
Les circonstances de la mort des Weckeiser ont été masquées par le ministère de la Sécurité d'État. À la première femme de Dieter, on a affirmé qu'ils auraient été victimes d'un accident de la circulation dans une voiture volée. Pour cette action, les gardes-frontières ont été félicités puis décorés pour "un service frontalier exemplaire". Après la réunification allemande, le parquet de Berlin a porté des accusations contre les tireurs lors d'un procès : le soldat frontalier a été condamné à 21 mois de prison avec sursis tandis que ses supérieurs immédiats ont été acquittés.